# Municipio de Daugavpils
El municipio de Daugavpils (en Letón: Daugavpils novads) es uno de los ciento diez municipios de Letonia, se encuentra localizado en el suroeste de dicho país báltico. Fue creado durante el año 2009 después de una reorganización territorial. La ciudad capital es en la ciudad de Daugavpils, que no está incluida en la municipalidad.

## Ciudades y zonas rurales
- Ambeļu pagasts (zona rural)
- Biķernieku pagasts (zona rural)
- Demenes pagasts (zona rural)
- Dubnas pagasts (zona rural)
- Kalkūnes pagasts (zona rural)
- Kalupes pagasts (zona rural)
- Laucesas pagasts (zona rural)
- Līksnas pagasts (zona rural)
- Maļinovas pagasts (zona rural)
- Medumu pagasts (zona rural)
- Naujenes pagasts (zona rural)
- Nīcgales pagasts (zona rural)
- Salienas pagasts (zona rural)
- Skrudalienas pagasts (zona rural)
- Sventes pagasts (zona rural)
- Tabores pagasts (zona rural)
- Vaboles pagasts (zona rural)
- Vecsalienas pagasts (zona rural)
- Višķu pagasts (zona rural)

## Población y territorio
Su población se encuentra compuesta por un total de 28.733 personas (2009). La superficie de este municipio abarca una extensión de territorio de unos 1877,6 kilómetros cuadrados. La densidad poblacional es de 15,30 habitantes por cada kilómetro cuadrado.